# Il giudice e il commissario: L'uomo del bosco
Il giudice e il commissario: L'uomo del bosco (Femmes de loi: Tableau de chasse) è un film tv del 2003 diretto da Benoît d'Aubert.
Si tratta di un poliziesco di produzione francese

## Trama
Narra dell'indagine condotta da Elisabeth Brochène e il tenente Marie Balaguère sulla morte congiunta di Fabien Duroc e del suo cane, fra i sospetti Ranval, il datore di lavoro di Fabien, la moglie di Ranval e Yvon Bory un amico di Fabien.